# Comuna Klippan
Klippan (Klippans kommun) este o comună din comitatul Skåne län, Suedia, cu o populație de 16.715 locuitori (2013).

## Geografie

### Zone urbane
Lista celor mai mari zone urbane din comună (anul 2015) conform Biroului Central de Statistică al Suediei:
| Nr | Zona urbană   | Pop.  |
| -- | ------------- | ----- |
| 1  | Klippan       | 8.411 |
| 2  | Ljungbyhed    | 2.127 |
| 3  | Östra Ljungby | 1.740 |
| 4  | Klippans bruk | 313   |
| 5  | Krika         | 202   |

## Demografie
| \| Evoluția demografică în comuna Klippan, 1970–2015 \| Evoluția demografică în comuna Klippan, 1970–2015 \| Evoluția demografică în comuna Klippan, 1970–2015 \| Evoluția demografică în comuna Klippan, 1970–2015 \| Evoluția demografică în comuna Klippan, 1970–2015 \| \| ----------------------------------------------------------------------------------------------------- \| ------------------------------------------------- \| ------------------------------------------------- \| ------------------------------------------------- \| ------------------------------------------------- \| \| An \| \| \| Locuitori \| \| \| 1970 \| 1970 \| \| 16198 \| 16198 \| \| 1975 \| 1975 \| \| 16263 \| 16263 \| \| 1980 \| 1980 \| \| 16549 \| 16549 \| \| 1985 \| 1985 \| \| 16099 \| 16099 \| \| 1990 \| 1990 \| \| 16426 \| 16426 \| \| 1995 \| 1995 \| \| 16351 \| 16351 \| \| 2000 \| 2000 \| \| 15541 \| 15541 \| \| 2005 \| 2005 \| \| 16048 \| 16048 \| \| 2010 \| 2010 \| \| 16515 \| 16515 \| \| 2015 \| 2015 \| \| 16917 \| 16917 \| \| Sursa: SCB - Statistika Centralbyrån, Folkmängd efter region, civilstånd, ålder och kön. År 1968–2016 \| \| \| \| \| |      |  |           |       |
| Evoluția demografică în comuna Klippan, 1970–2015 |      |  |           |       |
| An |      |  | Locuitori |       |
| 1970 | 1970 |  | 16198     | 16198 |
| 1975 | 1975 |  | 16263     | 16263 |
| 1980 | 1980 |  | 16549     | 16549 |
| 1985 | 1985 |  | 16099     | 16099 |
| 1990 | 1990 |  | 16426     | 16426 |
| 1995 | 1995 |  | 16351     | 16351 |
| 2000 | 2000 |  | 15541     | 15541 |
| 2005 | 2005 |  | 16048     | 16048 |
| 2010 | 2010 |  | 16515     | 16515 |
| 2015 | 2015 |  | 16917     | 16917 |
| Sursa: SCB - Statistika Centralbyrån, Folkmängd efter region, civilstånd, ålder och kön. År 1968–2016 |      |  |           |       |